# Carlo Filangieri

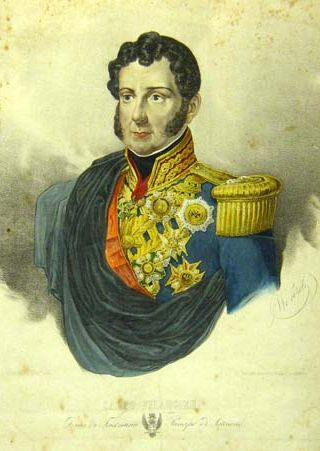
Carlo Filangieri.

Carlo Filangieri, príncipe de Satriano (Cava de' Tirreni, 10 de mayo de 1784 - San Giorgio a Cremano, 9 de octubre de 1867) fue un militar y político italiano, del Reino de las Dos Sicilias.
Hijo de Gaetano Filangieri y sobrino de Antonio Filangieri, participó en las guerras napoleónicas en el ejército francés, y tomó parte en la batalla de Austerlitz y la guerra de la Independencia española. Nombrado general por Joaquim Murat en 1813.
Después de la restauración de los Borbones en el Reino de las Dos Sicilias, continuó en su puesto y dirigió la campaña para reprimir la sublevación de Sicilia (1848-1849). Permaneció en la isla hasta 1855 como teniente.
Justo antes de la Expedición de los Mil fue Presidente de la Junta y Secretario de Guerra. Después de la unidad colaboró con el Gobierno del nuevo Reino de Italia.
Después de la unificación de Italia 
A pesar de su edad, Filangieri se dedicó a estudios e informes de carácter militar que realizó a petición de 1865 del primer ministro La Marmora y del general Fanti . El más importante de los cuales fue Composición del ejército activo del ejército de Italia: estudios y proyectos que presenté al ministro de Guerra del Reino de Italia . En 1866 y en los primeros meses del año siguiente abrió una amplia correspondencia con el ex general borbón, que había pasado al ejército italiano, Giuseppe Salvatore Pianell , su fiel admirador. Murió a la edad de 83 años el 9 de octubre de 1867 .